# Agrilus flechtmanni
Agrilus flechtmanni – gatunek chrząszcza z rodziny bogatkowatych i podrodziny Agrilinae.
Chrząszcz o wydłużonym ciele długości od 4,4 do 5,5 mm, ubarwionym mosiężnie brązowo z jasnożółtym owłosieniem w postaci 3 par plamek na pokrywach, położnych: na guzie barkowym, przyszwowo przed środkiem i przyszwowo w wierzchołkowej ¼. Czoło ma płaskie, zielone u samców i miedziane u samic. Ciemię ma lekko wgłębione. Czułki są zielone i od czwartego członu piłkowane. Przedplecze ma prawie równoległe boczne żeberka i lekko wklęśnięty przed żeberkowaną tarczką dysk. Wierzchołki pokryw są zaokrąglone i opatrzone ząbkami. Zielono połyskujące odnóża cechują rozdwojone pazurki. Ostatni widoczny sternit odwłoka ma zaokrąglony wierzchołek.
Larwy rozwijają się w drewnie Adanenanthera macrocarpa.
Owad neotropikalny, znany tylko z brazylijskiego stanu São Paulo. Lokalizacja typowa znajduje się w Ilha Solteira.